# Zercidium helenense
Zercidium helenense är en spindelart som beskrevs av Benoit 1977. Zercidium helenense ingår i släktet Zercidium och familjen klotspindlar. Inga underarter finns listade i Catalogue of Life.